# Empresa Nacional de Distribuição de Electricidade
Die Empresa Nacional de Distribuição de Electricidade — Empresa Pública (EP) (portugiesisch für: Nationales Unternehmen zum Vertrieb von Elektrizität, Staatsunternehmen), kurz ENDE, ist ein Energieversorgungsunternehmen in Angola. Es ist das staatliche Vertriebsunternehmen für elektrische Energie im Land. Das Staatsunternehmen untersteht dem Ministério da Energia e Águas, dem angolanischen Ministerium für Energie und Wasser.

## Geschichte
Für die Geschichte der Stromversorgung in Angola siehe PRODEL#Geschichte
Die ENDE entstand mit dem Dekret Nr. 305/14 vom 20. November 2014, mit dem der bisherige staatlichen Stromversorger Empresa Nacional de Electricidade de Angola (ENE) aufgelöst wurde und in den Vertrieb ENDE, den Stromversorger PRODEL und den Netzbetreiber RNT aufgesplittet wurde, alle weiterhin Staatsbetriebe. Die ENDE trat dabei die Nachfolge der aufgelösten Unidade de Negócio de Distribuição (Vertriebsabteilung der ENE) und der 1987 geschaffenen, nun ebenfalls aufgelösten Vertriebsgesellschaft Empresa de Distribuição de Electricidade (EDEL) an und übernahm Einrichtungen und Mitarbeiter von ihnen.

Entwicklung der Stromerzeugung Angolas (nach Erzeugungsart): Angolas Stromverbrauch wächst stark und sorgt damit auch für das Wachstum der ENDE.

Im Zuge des staatlichen Projektes Angola Energia 2025 wächst mit der Stromerzeugung der angolanischen Kraftwerke und der Ausdehnung und Transportleistung des Stromnetzes des Landes, das bis 2027 schließlich alle Landesteile und mindestens 60 % der Bevölkerung erreichen soll, auch die Zahl der privaten und gewerblichen Kunden der ENDE. Auch die wachsende Wirtschaft und insbesondere die fortschreitende Industrialisierung des Landes erhöhen dabei den Stromabsatz. Bis zum Ende des Projektes Angola Energia 2025 erwartet die ENDE einen Industriestrom-Anteil von rund 25 % am Gesamtstromverbrauch im Land. Hauptmarkt für die ENDE werden aber unverändert die Privathaushalte sein, deren Durchschnittsverbrauch von 375 kWh im Jahr 2013 voraussichtlich auf 1230 kWh im Jahr 2025 steigen wird. Die ENDE erwartet, dass die Stromnachfrage im Land u. a. durch den auf 60 % steigenden Elektrifizierungsgrad und größeren Wohlstand dann auf eine Leistung von 7,2 Gigawatt ansteigen wird.
War die Zahl ihrer Kunden bis zum Anfang des Projektes Angola Energia 2025 im Jahr 2018 bereits auf über 1,6 Mio. gestiegen, so erwartet die ENDE nach dem Ende des Projekts 3,7 Haushalte als Kunden, davon 3,3 Mio. in den Hauptorten der Kreise und Gemeinden Angolas und ihrem Umland.
Neben ihrem Wachstum hat die ENDE jedoch auch mit Problemen zu kämpfen. Eines ihrer drängendsten Probleme ist die hohe Anzahl an säumigen Kunden. 2024 etwa gab der Verkaufsleiter der ENDE für die Provinz Huíla eine Quote von rund 50 % Kunden an, die offene Rechnungen bei der ENDE haben.
Im September 2021 streikten die Angestellten der ENDE für eine Lohnerhöhung von 100 %, nachdem Tarifverhandlungen seit 2020 ergebnislos geblieben waren, mit Verweis der ENDE-Leitung auf eine schwache Finanzlage, zunächst durch hohe Außenstände bei Privathaushalten und, nach einer Kampagne zur Eintreibung offener Rechnungen, auf hohe unbezahlte Rechnungen staatlicher Einrichtungen. Die Gewerkschafter verwiesen dabei auf unnötig hohe bürokratische Anforderungen der ENDE bei der Begleichung von Rechnungen und der Kundenbetreuung, was zu weniger Kunden als möglich führt, und warfen der ENDE Missmanagement vor. Sie streikten zudem für bessere Arbeitsbedingungen und eine bessere Gesundheitsversorgung, auch durch eine bessere Stromversorgung der Gesundheitseinrichtungen durch die ENDE. Die Leitung der ENDE erklärte dagegen, keine Verdoppelung der Löhne leisten zu können. Sie stellte weder das Streikrecht noch die drängenden gesellschaftlichen Probleme in Frage, verwies jedoch auf die bereits erfüllten Forderungen in den ersten Verhandlungen mit der Gewerkschaft und lehnte einen Streik noch vor den zweiten Verhandlungen zu neuen Forderungen der Gewerkschaft ab. Nachdem parallel auch in anderen staatlichen Betrieben und Behörden die Gewerkschaften keine Tarifverhandlungen zu Ende bringen konnten, folgte im April 2024 der erste Generalstreik in der Geschichte Angolas, der punktuell in drei Phasen bis ins Frühjahr 2025 ablief.
Im Jahr 2025 begann ENDE mit einem auf 48 Monate ausgelegten und staatlich finanzierten Projekt, 1.260.000 Prepayment-Zähler im ganzen Land einzurichten. Mit dieser Erweiterung ihres Tätigkeitsgebiets auf Prepaid-Strom erhofft sich die ENDE vor allem eine bessere Zahlungsmoral ihrer säumigen Kunden, die nun auf die Pepayment-Zähler umgestellt werden und über diese auch ihre Außenstände schrittweise zurückführen.